# Hemmet för gamla

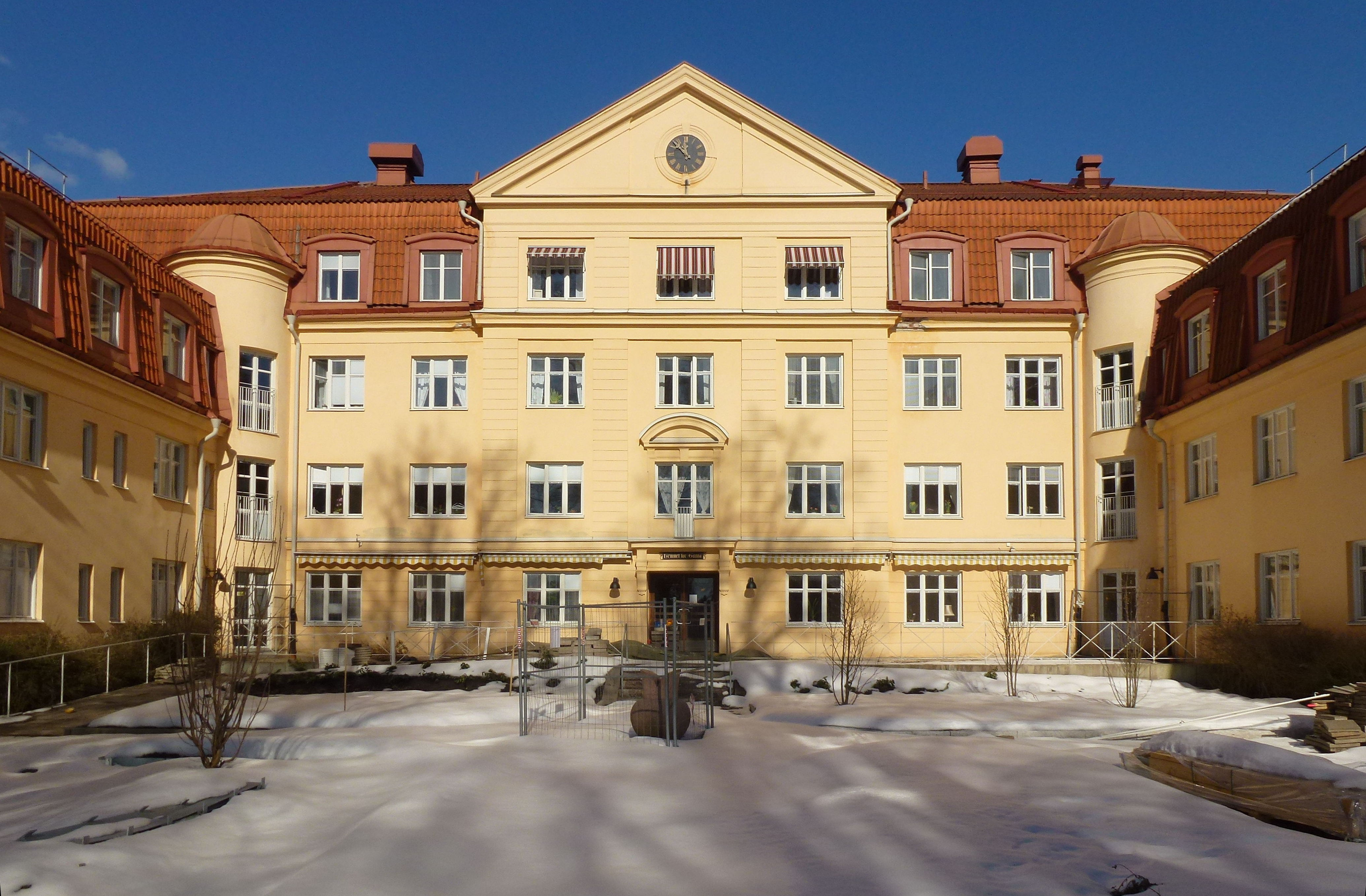
Hemmet för gamla, huvudbyggnad i mars 2013.

Hemmet för gamla ligger vid Gamla Tyresövägen 349 i Enskededalen, södra Stockholm. Hemmet är ett äldreboende beläget i Viloparken. Verksamheten går tillbaka till 1895. Huvudbyggnaden invigdes 1911 och en tillbyggnad 1961. Verksamheten drivs idag i egen regi av Skarpnäck stadsdelsförvaltning och har 63 boende, både män och kvinnor.

## Sällskapet de gamlas vänner

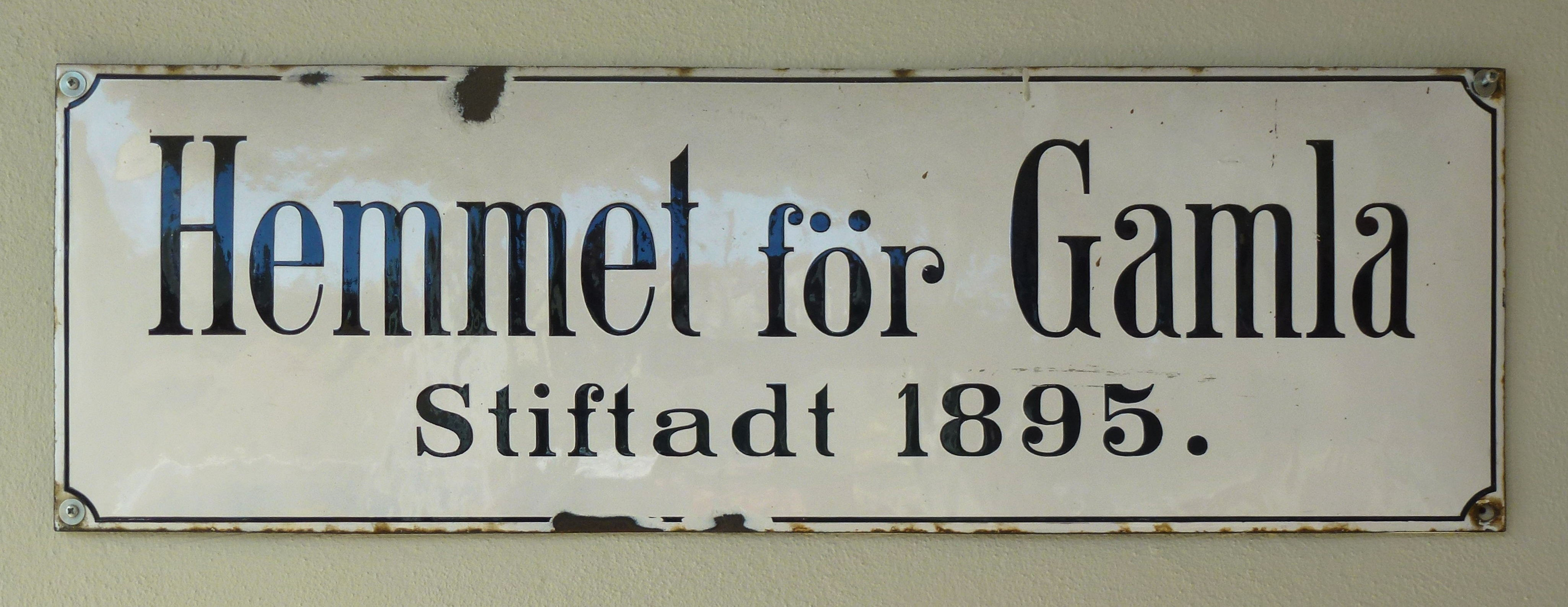

Hemmet för gamla går så långt tillbaka som till 1896 då verksamheten började i en liten lägenhet på Garvargatan på Kungsholmen i Stockholm.  Året innan hade Sällskapet de gamlas vänner bildats och börjat en insamling för ordnandet av ett hem för gamla. Enligt sina stadgar hade Sällskapet de gamlas vänner till ändamål att genom utdelande av penningunderstöd eller på annat sätt främja vård av behövande ålderstigna bildade kvinnor. Med ”ålderstigen” menades enligt Sällskapets beslut att sökande fyllt 65 år och med ”bildad” avsågs utbildning/kurs utöver folkskola/grundskola.
Grundaren och hemmets första föreståndarinna var Erika Tersmeden som bildade en stiftelse med hjälp av en donation på 2 000 kronor från Hilma Kellberg. Verksamheten inriktade sig huvudsakligen på äldre, tidigare  välbeställda kvinnor ur den ”bildade klassen” som hamnat på obestånd. Den första boenden som intogs i hemmet var en 80-årig dam som ”utblottad på allt och ensam i världen med största oro motsåg sina sista år”. Hon var för gammal för att tas in på pauvres honteux, där åldersgränsen var 70 år. Ensamstående kvinnor som fyllt 70 år och inte hade någon släkt som kunde ta hand om dem fick klara sig bäst de kunde på egen hand. För äldre pauvres honteux uppfördes 1912 Hemmet för gamla i Enskededalen.

## Hemmet för gamla i Enskededalen
Hemmet placerades i ett parkområde (nuvarande Viloparken) i  Enskededalen. Efter sex års byggtid invigdes den nuvarande huvudbyggnaden i oktober 1911 och i mars 1912 var verksamheten i full gång. Det fanns plats för 95 personer, som nu skulle vara ”mindre bemedlade” kvinnor. Ursprungsbyggnaden (nuvarande Hus B) ritades troligen av arkitekt Victor Bodin i klassicismens formspråk. Huvudbyggnadens fasader präglas av en mittrisalit med fronton, pilaster och hörnkedjor. Tillsammans med två flygelbyggnader omsluter komplexet entréns gårdsplan mot Gamla Tyresövägen. År 1961 invigdes en utbyggnad (nuvarande Hus A) i parkens västra del, ritad av arkitekt Ture Ryberg och hans medarbetare arkitekt Carl-Erik Forssén. De delade upp den långa byggnadskroppen i fyra sidoförskjutna volymer och gav fasaderna ett utseende som var typisk för 1950-talets folkhemsarkitektur.

Historiska bilder
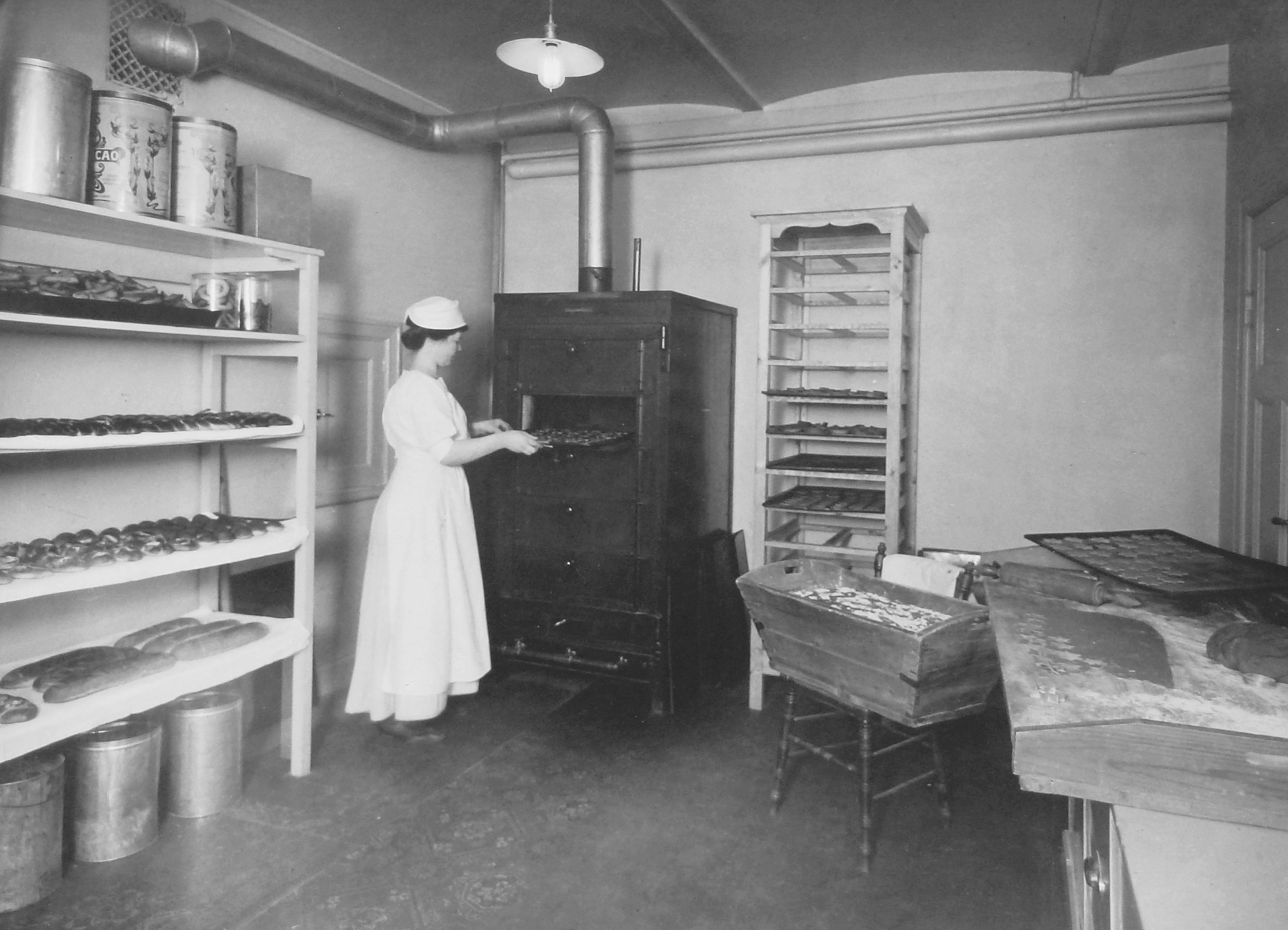
Köket
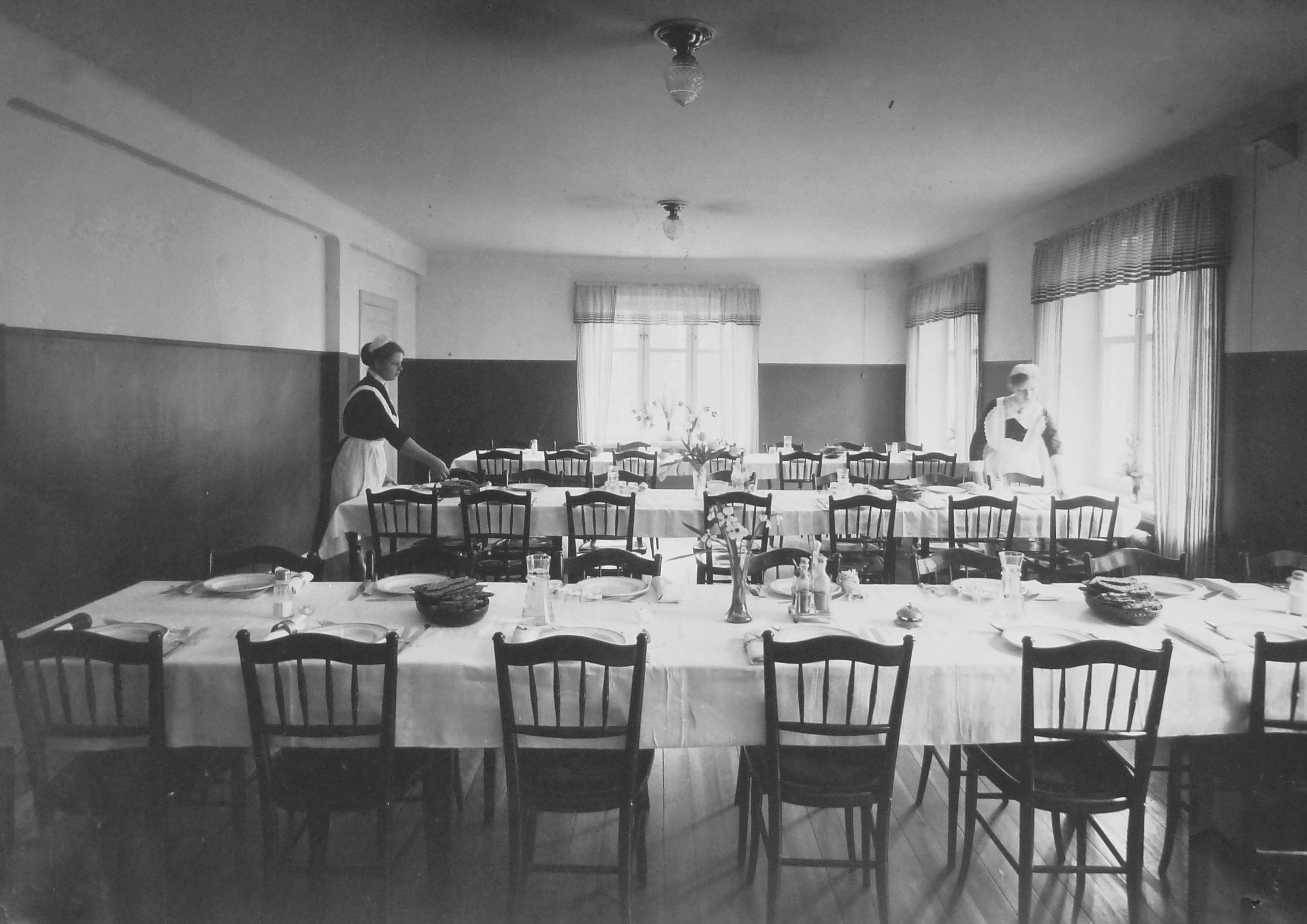
Matsalen
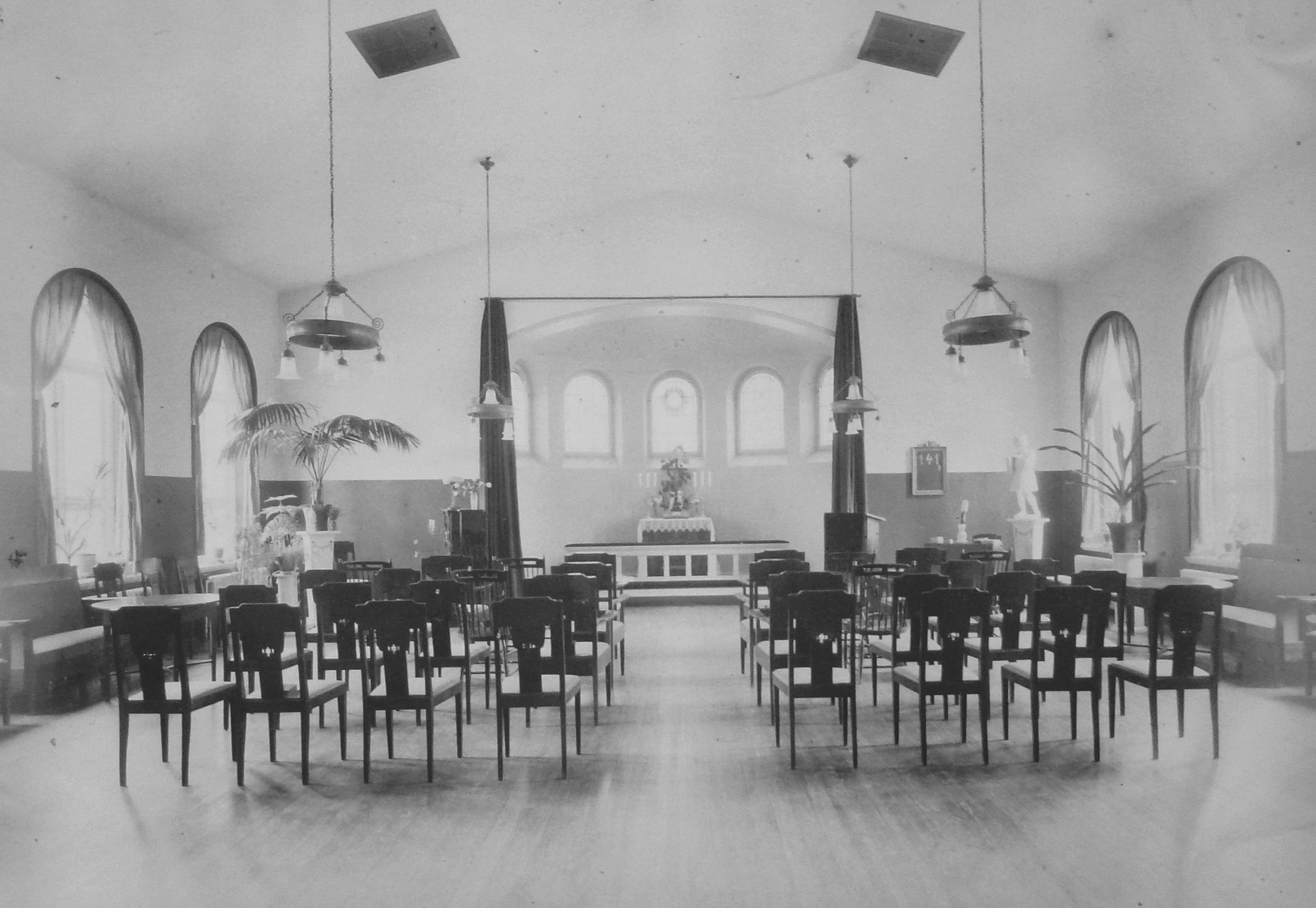
Kyrksalen
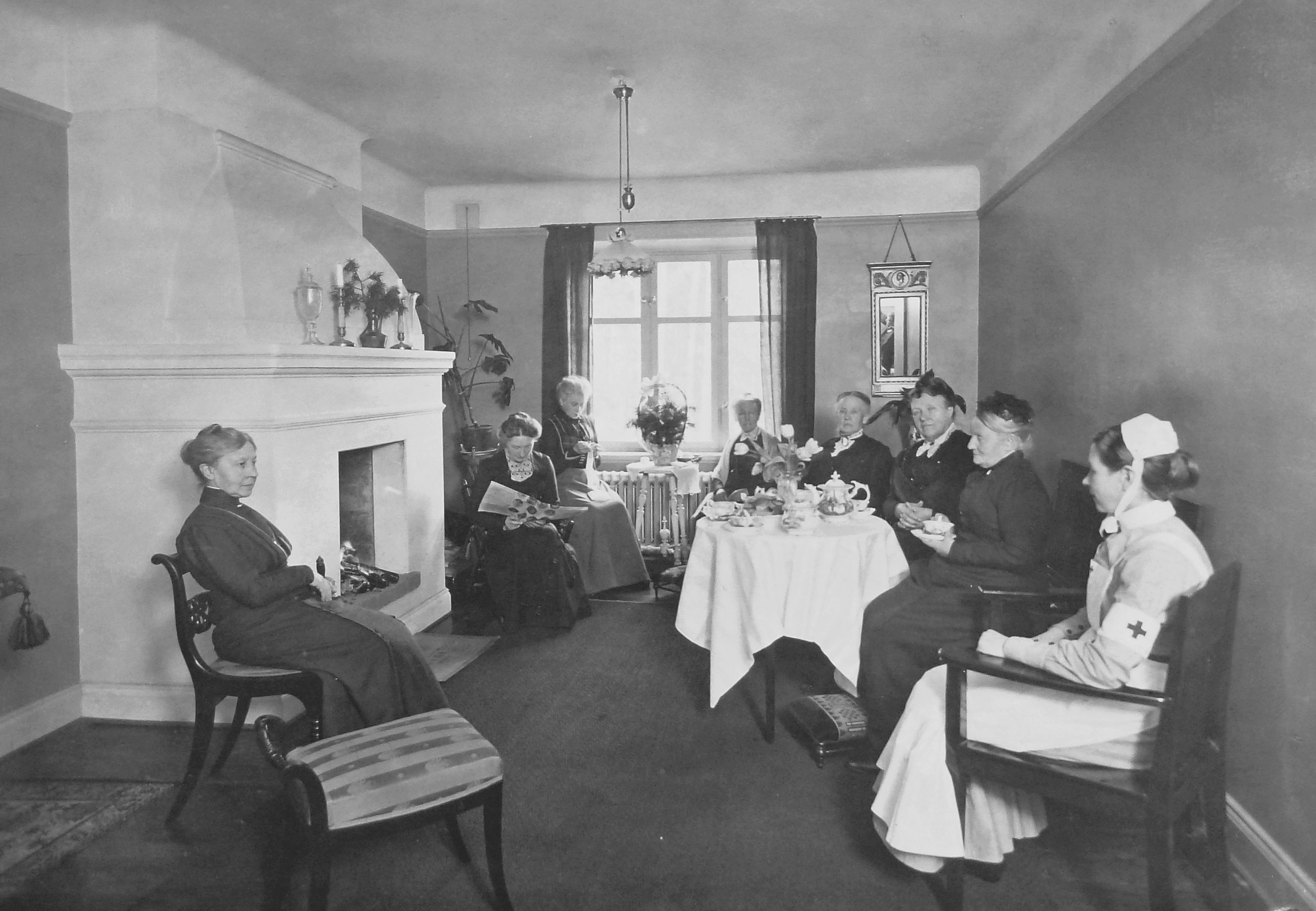
Samvarorummet

Nutida bilder
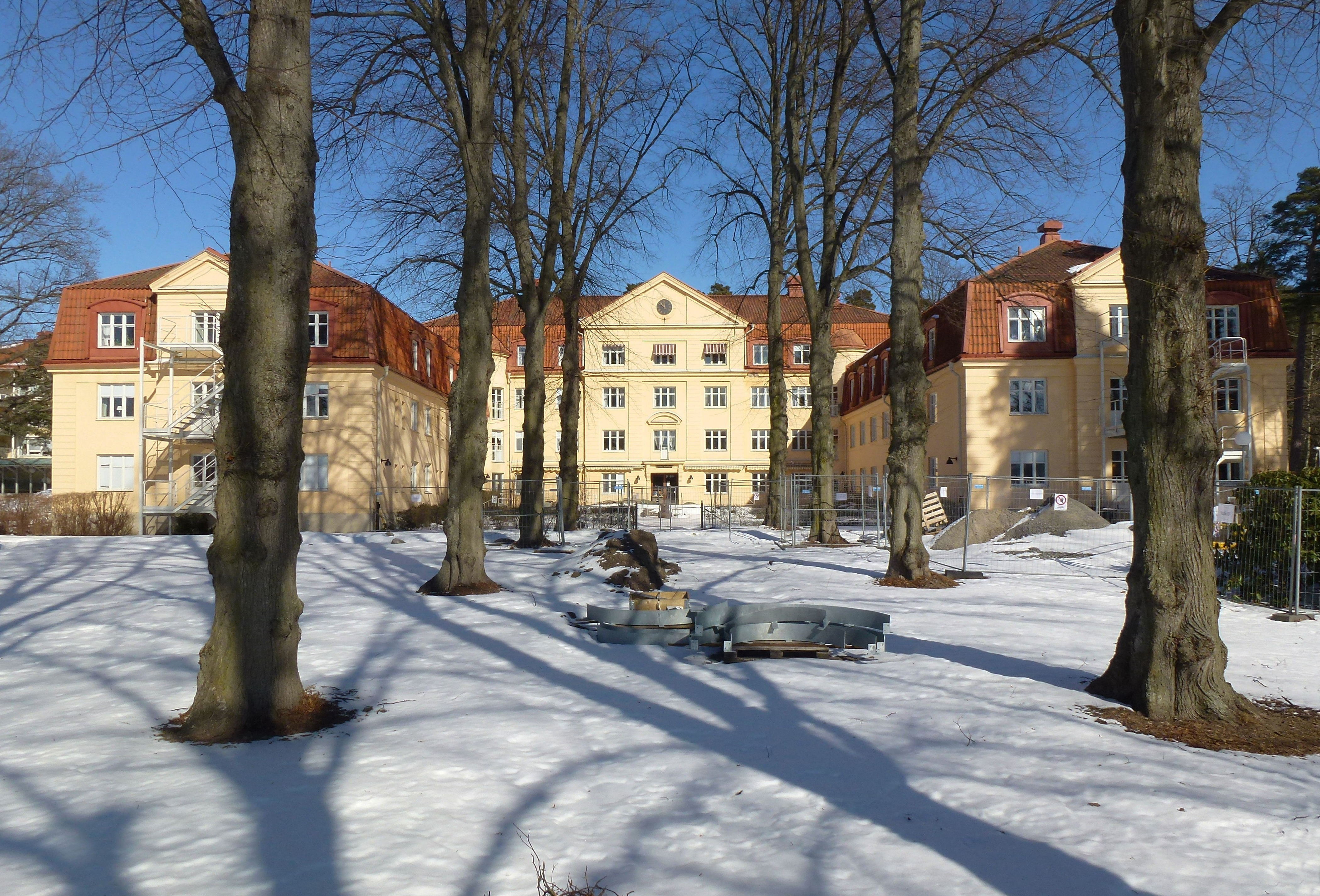
Huvudbyggnaden (hus B)
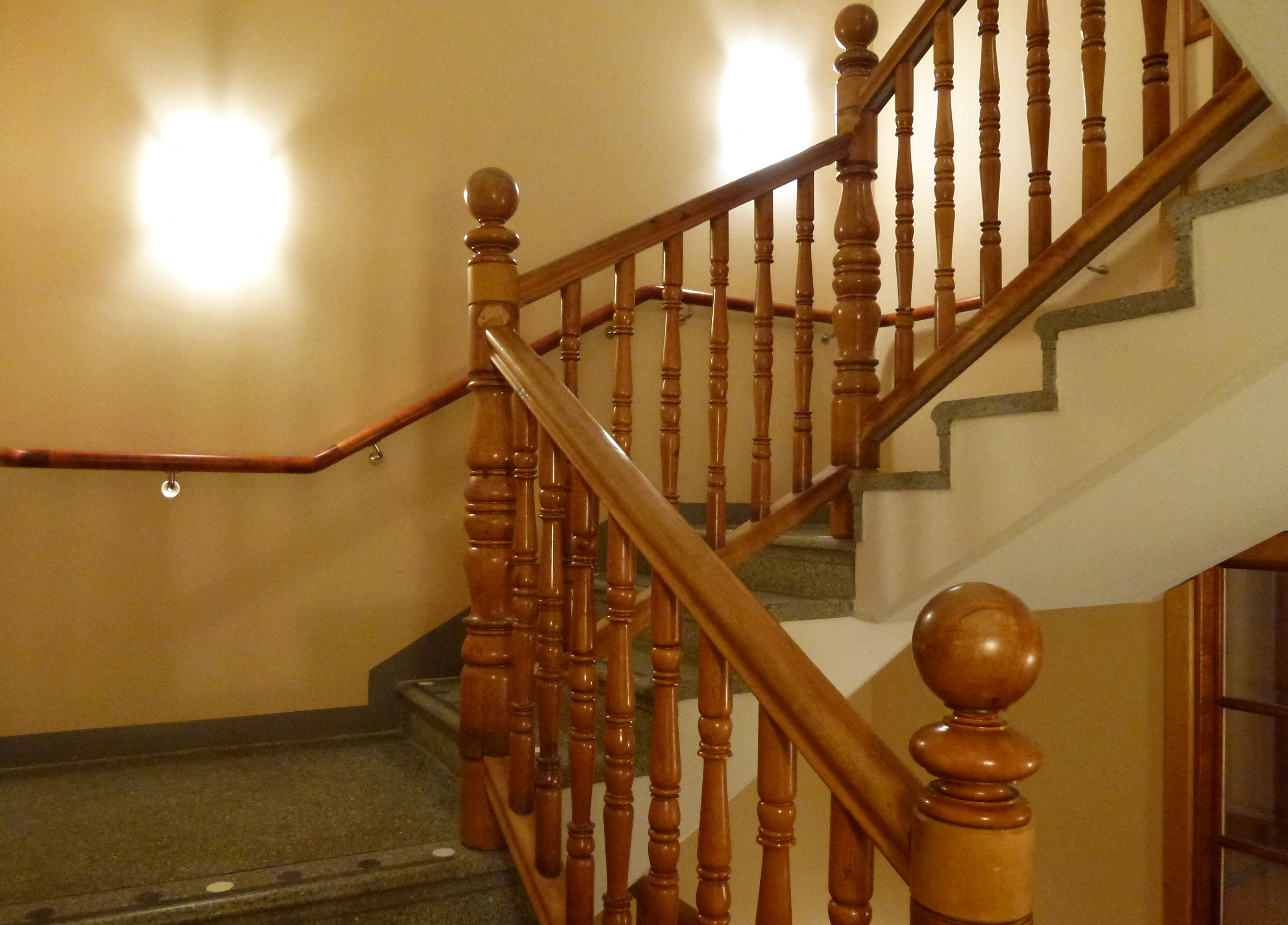
Trappa i hus B
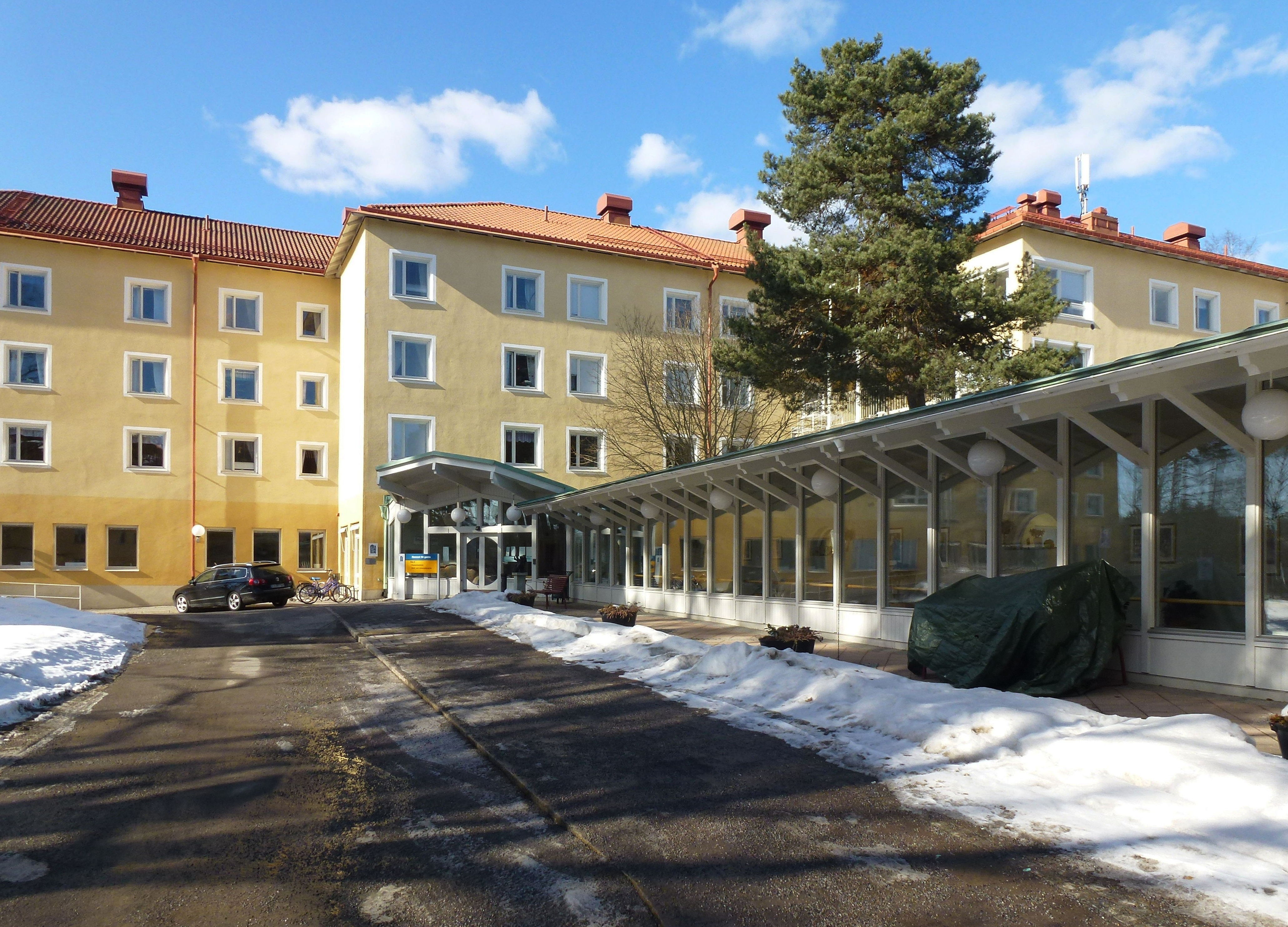
Tillbyggnaden (hus A)
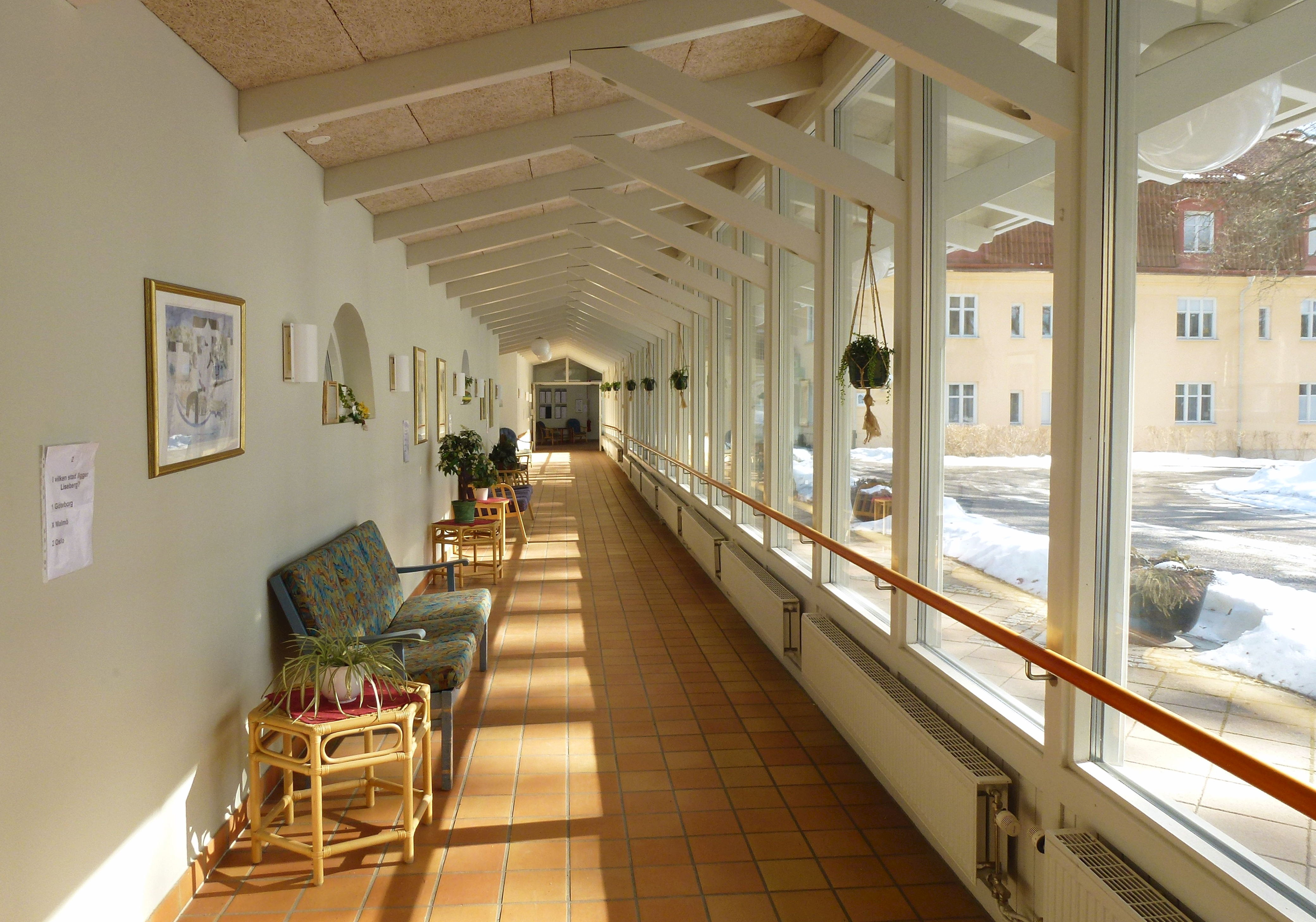
Förbindelsegången

## Verksamhet
År 1957 övertogs verksamheten av Stockholms stad och Stockholms läns landsting. Åren 1994-1996 genomfördes en omfattande renovering av husen. Då tillkom även en lång, klimatskyddad förbindelsegång mellan hus A och B. År 2004 övertogs förvaltningen av Micasa Fastigheter. Hemmet för gamla har därefter drivits av Vardaga då det fanns 129 moderna lägenheter. Lägenheterna var uppdelade på 72 sjukhemsplatser och 57 demensplatser, fördelade på sju avdelningar. Därefter har kommunen tagit över driften och B-huset har dömts ut för äldreboende. Sedan 2017-10-01 har Skarpnäck stadsdelsförvaltning åter drivit verksamheten i egenregi och har idag kvar är 63 lägenheter i A-huset. 